# 阿方索·贝纳维德斯
阿方索·贝纳维德斯（西班牙語：Alfonso Benavides，1991年3月9日—），西班牙男子皮划艇运动员。他曾代表西班牙参加2012年和2016年夏季奥林匹克运动会皮划艇比赛，其中2012年奥运会递补获得一枚铜牌。